# Sikelang
Sikelang is een bestuurslaag in het regentschap Subulussalam van de provincie Atjeh, Indonesië. Sikelang telt 482 inwoners (volkstelling 2010).